# 614641 Gregbredthauer
614641 Gregbredthauer este o planetă minoră (asteroid), cu un diametru de 1,858 km, din centura de asteroizi. A fost descoperită pe 1 aprilie 2010 la Wise Observatory⁠(d) de Wide-field Infrared Survey Explorer⁠(d). 
Obiectul prezintă o orbită caracterizată de o semiaxă mare de 2,2579535374217 UAi, o excentricitate de 0,18723588042959, o înclinație de 24,044668137952 ° în raport cu ecliptica.